# Rågö (naturreservat)
Rågö är ett naturreservat som omfattar öarna Kalvö och Horsö i norr och Rågön i söder belägna i Västerviks kommun i Kalmar län.
Området är naturskyddat sedan 1980 och är 880 hektar stort. Reservatet består av barrskog med visst inslag av lövträd samt betade strandängar. 